# Nagari Koto Rajo
Nagari Koto Rajo is een bestuurslaag in het regentschap Pasaman van de provincie West-Sumatra, Indonesië. Nagari Koto Rajo telt 3612 inwoners (volkstelling 2010).